# Sdolbuniw
Sdolbuniw (ukrainisch Здолбунів; russisch Здолбунов Sdolbunow, polnisch Zdołbunów) ist eine ukrainische Stadt mit etwas mehr als 24.000 Einwohnern.

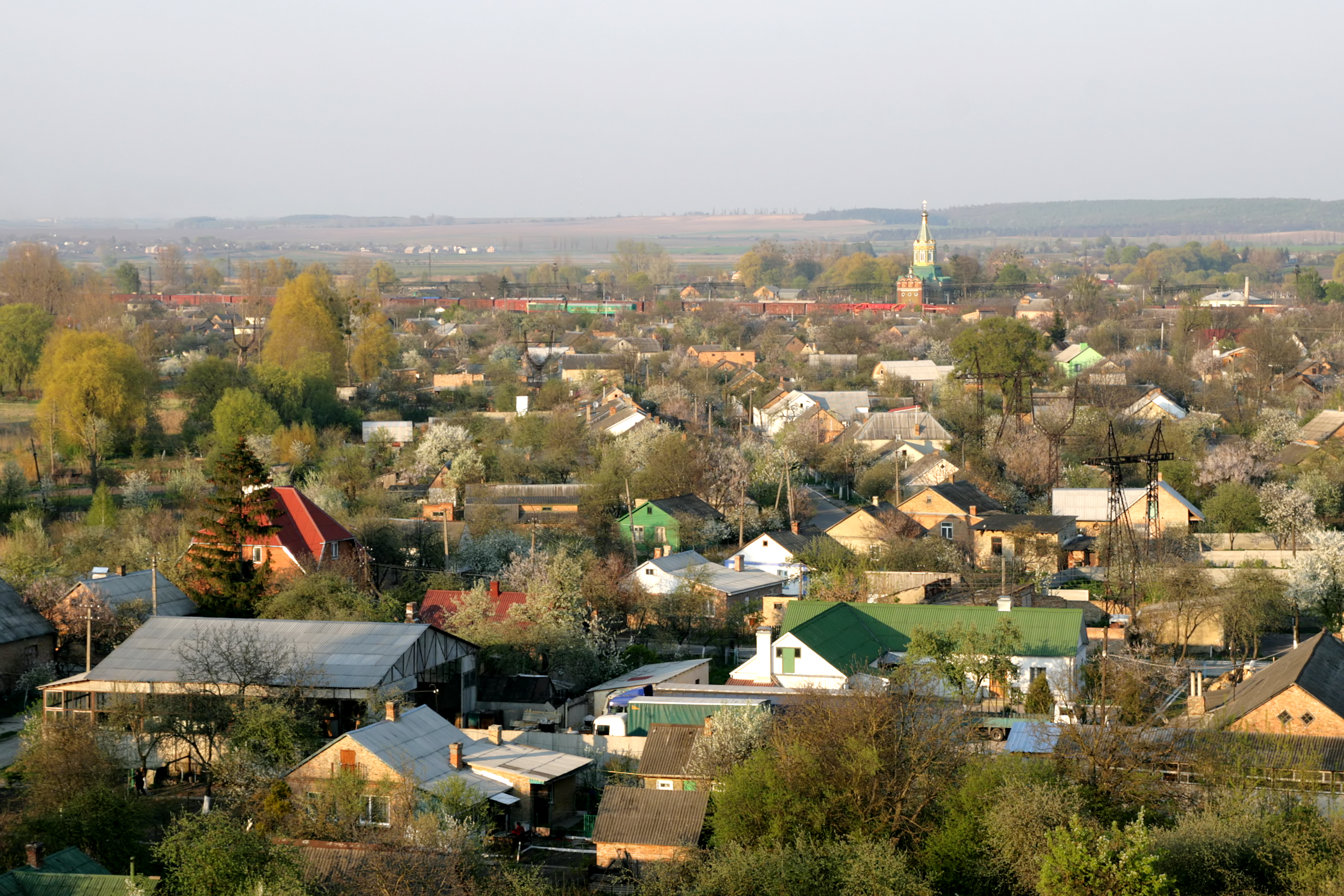
Blick auf den Ort

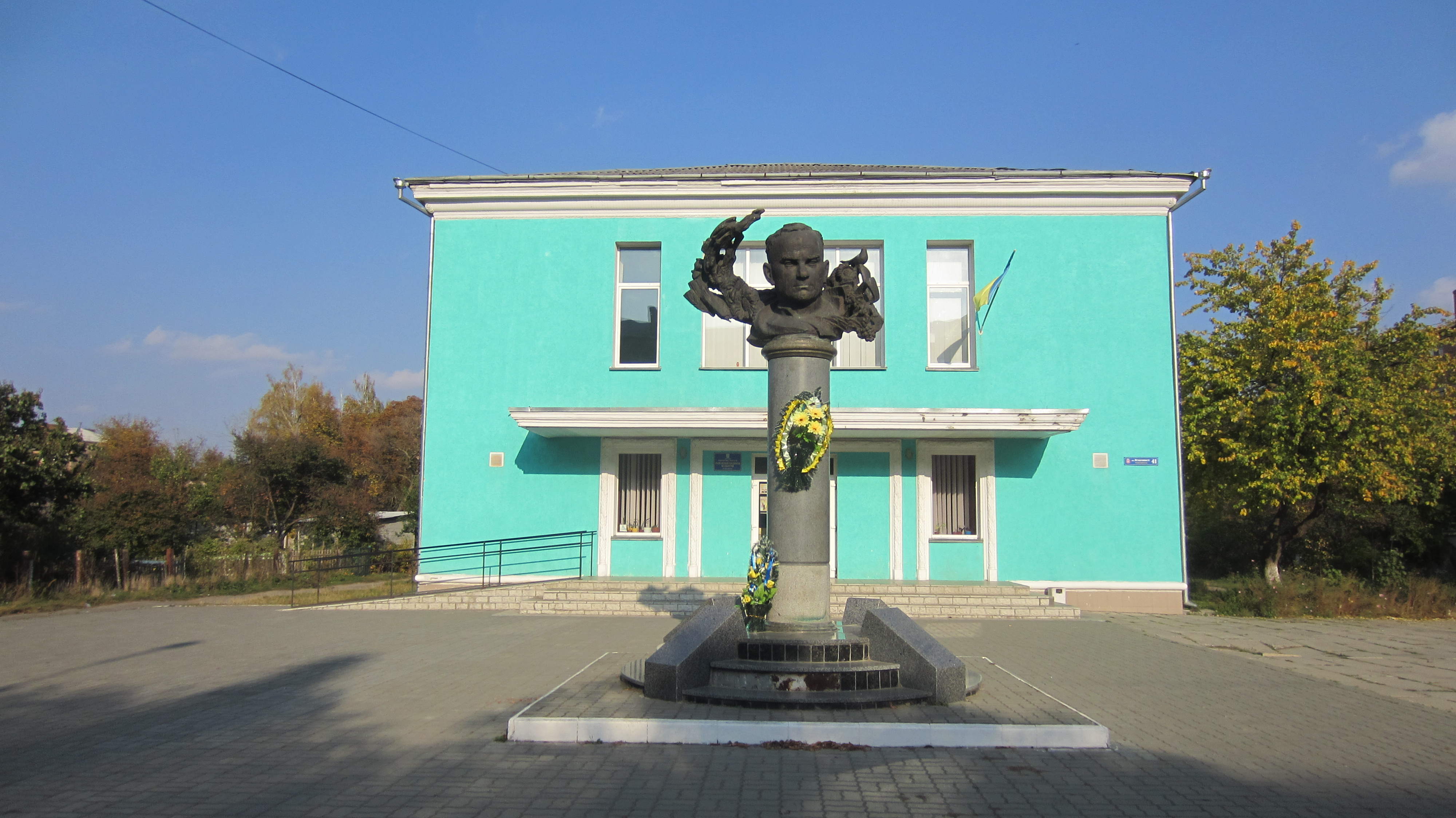
Ulas-Samtschuk-Denkmal im Ort

## Lage
Sdolbuniw liegt in der Oblast Riwne im Nordwesten der Ukraine südlich der Oblasthauptstadt Riwne. Die nächstgrößeren Städte sind Riwne und Ostroh. Im 19. Jahrhundert bekam die Ortschaft durch die heutigen Bahnlinien Kowel–Kosjatyn und Lwiw–Sdolbuniw Anschluss an das Eisenbahnnetz.

## Geschichte
Die Stadt wurde 1497 zum ersten als Dolbunow erwähnt.
Teil der Geschichte Sdolbuniws ist die Ermordung mehrerer hundert jüdischer Männer am 7. August 1941 durch ein Kommando der Einsatzgruppe C, unter Mitverantwortung des Gebietskommissars Georg Marschall.
Im Frühjahr 1942 mussten die Juden der Stadt in Ghettos umziehen. Anfang Oktober des Jahres kündigte der KdS (Kommandeur der Sicherheitspolizei und des SD) die Ermordung der Juden von Sdolbuniw, Mizocz (Misotsch) und Ostróg (Ostroh) an. Der Leiter des deutschen Arbeitsamts in Sdolbuniw, Hans Raabe (1904–1974) wurde informiert, um hinsichtlich des weiteren Arbeitseinsatzes disponieren zu können. Am 12. Oktober drängte Hermann Friedrich Gräbe auf Auskunft, nachdem er gerüchteweise durch Gebietskommissar Marshall von der Aushebung von Gruben bei Sdolbuniw gehört hatte. Am 13. Oktober bezeugte die Küchenleiterin der Firma Josef Jung den Abschuss von Leuchtraketen über dem Ghetto in Sdolbuniw. Im Verlauf des Tages erschoss ein Kommando der Sicherheitspolizei und des SD außerhalb der Stadt 1500 Juden.

## Verwaltungsgliederung
Am 12. Juni 2020 wurde die Stadt zum Zentrum der neugegründeten Stadtgemeinde Sdolbuniw (Здолбунівська міська громада/Sdolbuniwska miska hromada). Zu dieser zählen auch die 13 in der untenstehenden Tabelle aufgelistetenen Dörfer, bis dahin bildete die Stadt die gleichnamige Stadtsratsgemeinde Sdolbuniw (Здолбунівська міська рада/Sdolbuniwska miska rada) im Norden des Rajons Sdolbuniw.
Am 17. Juli 2020 wurde der Ort Teil des Rajons Riwne.
Folgende Orte sind neben dem Hauptort Sdolbuniw Teil der Gemeinde:
| Name                     | Name        | Name                    | Name                 | Name |
| ukrainisch transkribiert | ukrainisch  | russisch                | polnisch             |      |
| ------------------------ | ----------- | ----------------------- | -------------------- | ---- |
| Bohdaschiw               | Богдашів    | Богдашев (Bogdaschew)   | Bohdaszów            |      |
| Hlynsk                   | Глинськ     | Глинск (Glinsk)         | Glińsk               |      |
| Ilpin                    | Ільпінь     | Ильпень (Ilpen)         | Ilpin                |      |
| Kopytkowe                | Копиткове   | Копытково (Kopytkowo)   | Kopytków             |      |
| Koschatiw                | Кошатів     | Кошатов (Koschatow)     | Koszatów             |      |
| Marjaniwka               | Мар'янівка  | Марьяновка (Marjanowka) | Marjanówka           |      |
| Nowomylsk                | Новомильськ | Новомыльск              | Mylsk Nowy           |      |
| Nowosilky                | Новосілки   | Новосёлки (Nowosjolki)  | Nowosiółki           |      |
| Orestiw                  | Орестів     | Орестов (Orestow)       | Arestów              |      |
| Pidzurkiw                | Підцурків   | Подцурков (Podzurkow)   | Pidcurków            |      |
| Pjatyhory                | П'ятигори   | Пятигоры (Pjatigory)    | Podhorce, Piatyhorce |      |
| Sahora                   | Загора      | Загора (Sagora)         | Glińsk-Zagórny       |      |
| Stepaniwka               | Степанівка  | Степановка (Stepanowka) | Stefanówka           |      |

## Söhne und Töchter der Stadt
- Vladimír Syrovátka (1908–1973), tschechoslowakischer Kanute[4]
- Mosche Bar’am (1911–1986), israelischer Minister
- Mieczysław Wilczewski (1932–1993), polnischer Radrennfahrer
- Teresa Tutinas (* 1943), polnische Schlagersängerin
- Serhij Dolhanskyj (* 1974), Fußballspieler[5][6]